# 中本たか子

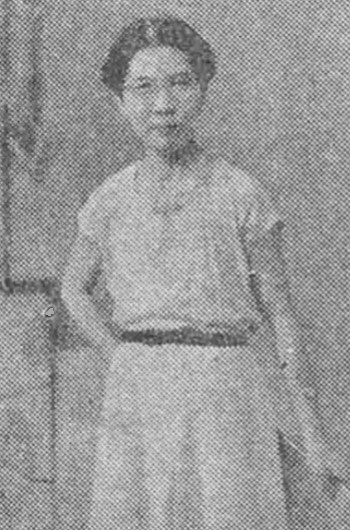
中本たか子（1961年）

中本 たか子（なかもと たかこ、1903年11月19日 - 1991年9月28日）は、小説家。
山口県豊浦郡角島村（現・下関市豊北町）の角島生まれ。本名タカ子。山口高等女学校卒。1927年上京、『女人芸術』誌に参加する。左傾し、1930年東洋モスリンの女工オルグ活動中に検挙され、以後、保釈、入獄を繰り返す。1938年『南部鉄瓶工』を著す。1941年蔵原惟人と結婚、戦後は砂川闘争を描いた『滑走路』（1958）などがある。

## 著書
- 闘ひ 新鋭文学叢書 改造社, 1930
- 朝の無礼 天人社, 1930 (現代暴露文学選集)
- 恐慌 塩川書房, 1930 (プロレタリア前衛小説戯曲新選集)
- 南部鉄瓶工  新選純文学叢書 新潮社, 1938
- 耐火煉瓦 竹村書房, 1938
- 白衣作業 六藝社, 1938
- 建設の明暗 生活文学選集 春陽堂, 1939
- 生命に触れゝば 赤塚書房, 1939
- 第一歩 六芸社, 1939
- 若き愛の日 教材社, 1939
- 島の插話 新潮社, 1939 (土の文学叢書)
- むすめごころ 教材社, 1940
- よきひと モナス, 1940
- 愛情限りなく 教材社, 1941
- 職場 教材社, 1941
- 新しき情熱 金鈴社, 1943
- 前進する女たち 金鈴社, 1943
- 紫式部 小説的伝記 教材社, 1942－43
- 光くらく 三一書房, 1947
- 愛は牢獄をこえて 五月書房, 1950
- モスリン横丁 冬芽書房, 1950
- 野田一家のパン籠 東方社, 1955
- 滑走路 宝文館, 1958
- 不死鳥 弥生書房, 1960
- わたしの安保闘争日記 新日本出版社, 1963
- 砂川の誇り 労働旬報社, 1967
- はまゆう咲く島 新日本出版社, 1968
- 長編小説 闘いと裁き 宇野書店, 1970
- わが生は苦悩に灼かれて わが若き日の生きがい 白石書店, 1973
- 広島へ…そしてヒロシマへ 私の戦後平和運動史　白石書店, 1986
- とべ・千羽鶴 青磁社, 1988

## 復刊
- 闘ひ ゆまに書房, 1998 (新鋭文学叢書)
- 恐慌 ゆまに書房, 1999 (近代女性作家精選集)
- 南部鉄瓶工 ゆまに書房, 1999 (近代女性作家精選集)
- 愛は牢獄をこえて 大空社, 1999 (伝記叢書)
- 職場 ゆまに書房, 2000 (女性のみた近代)
- 朝の無禮 本の友社, 2000 (現代暴露文学選集)
- 耐火煉瓦 ゆまに書房, 2000 (近代女性作家精選集)
- 新しき情熱 ゆまに書房, 2002 (<戦時下>の女性文学)